# Zoologická zahrada v Jerevanu
Zoo Jerevan, plným názvem Zoologická zahrada v Jerevanu (arménsky Երևանի կենդաբանական այգի) je menší zoologická zahrada v hlavním městě Arménie, Jerevanu. Rozkládá se na ploše 35 hektarů ve svahu ve východní části Jerevanu. Byla založena v roce 1940.
Je zakládajícím členem Euroasijské regionální asociace zoo a akvárií (Eurasian Regional Association of Zoos and Aquariums – EARAZA).

## Historie
První plány na zoo v Jerevanu pocházejí ze 30. letech 20. století, ale na rozhodnutí prezidia Nejvyššího sovětu Arménské sovětské socialistické republiky bylo otevření odsunuto do roku 1940. 
Zoo byla otevřena na ploše tří hektarů s 20 zvířaty, která byla zakoupena na zoologické výstavě v Jerevanu. Několik prvních let bylo ve znamení stavební činnosti, na kterou poskytla prostředky centrální vláda tehdejšího Sovětského svazu v Moskvě, přestože během druhé světové války byl nedostatek financí. V roce 1945 již zoologická zahrada vystavovala 179 zvířat v 32 různých druzích, v roce 1954 to bylo 354 zvířat. V této době byla zoo také ozeleněna: bylo vysázeno 2500 stromů. Protože však neexistoval zavlažovací systém, většina těchto stromů brzy uhynula.
Zoo se postupně rozčleňovala na čtyři sekce: akvárium/terárium, ptáci, dravci a kopytníci, což bylo rozdělení platné i v roce 2010.

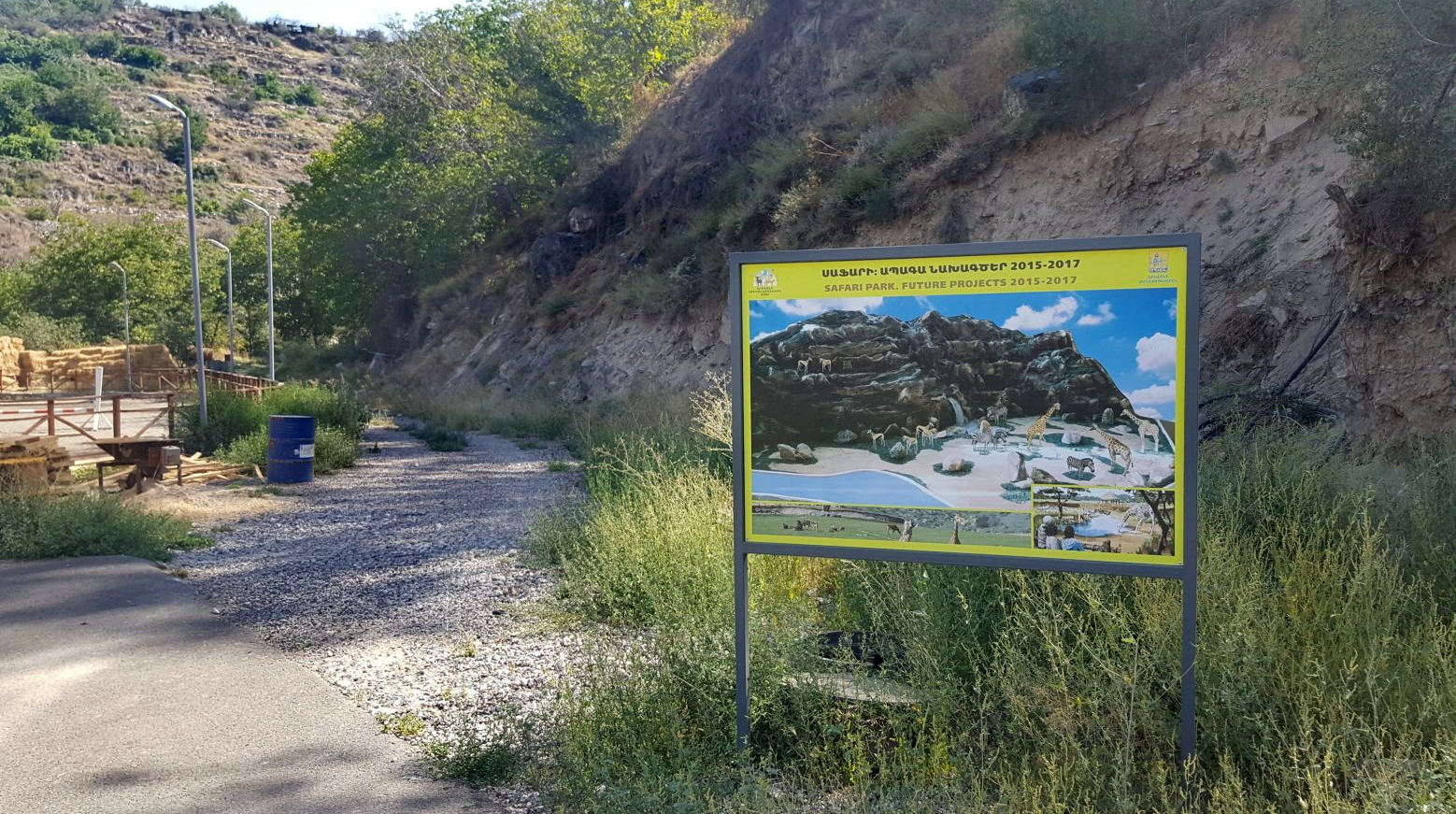
Nerealizované plány na safari (foto z roku 2016)

Počet druhů zvířat se však zvyšoval, takže v roce 1980 měla zoo více než 350 různých druhů. Počátkem 90. let – po rozpadu Sovětského svazu a vzniku samostatné Arménské republiky – se počet druhů snížil na 260.
V roce 2011 převzala vedení zoo organizace Foundation for the Preservation of Wildlife and Cultural Assets (Nadace pro ochranu volně žijících zvířat a kulturních statků – FPWC) patřící pod britskou ochranářskou organizaci International Animal Rescue, aby pomohl změnit to, co sama zoo popisovala jako „neúnosné podmínky“. Ve spolupráci se zoologickou zahradou Artis (v Amsterdamu) měla být Zoo Jerevan modernizována a rekonstruována. Měla se rozšířit na přibližně 50 hektarů. Plánovalo se vytvoření veterinární kliniky, stavba venkovních výběhů pro tygry, medvědy a vlky, nebo např. výstavba prvního arménského inkluzivního hřiště pro handicapované děti. První fáze měla být dokončena v roce 2015, druhá o dva roky později. Podařilo se však realizovat jen menší projekty – např. dětské hřiště a veterinární ordinaci; větší stavby jako lví výběhy nebo safari se však nepostavily.
V červnu 2018 se mezi zvířaty v zoo vyskytla epidemie tuberkulózy, při které zahynulo větší množství zvířat.

## Chov
Zoo Jerevan chová více než 160 druhů zvířat. Většina zdejších živočišných druhů je uvedena v červeném seznamu vedeném Mezinárodním svazem ochrany přírody nebo v Červené knize zvířat Arménské republiky.

## Doprava
Zoologická zahrada je dostupná několika autobusovými linkami, které zastavují přímo před zahradou.

## Galerie

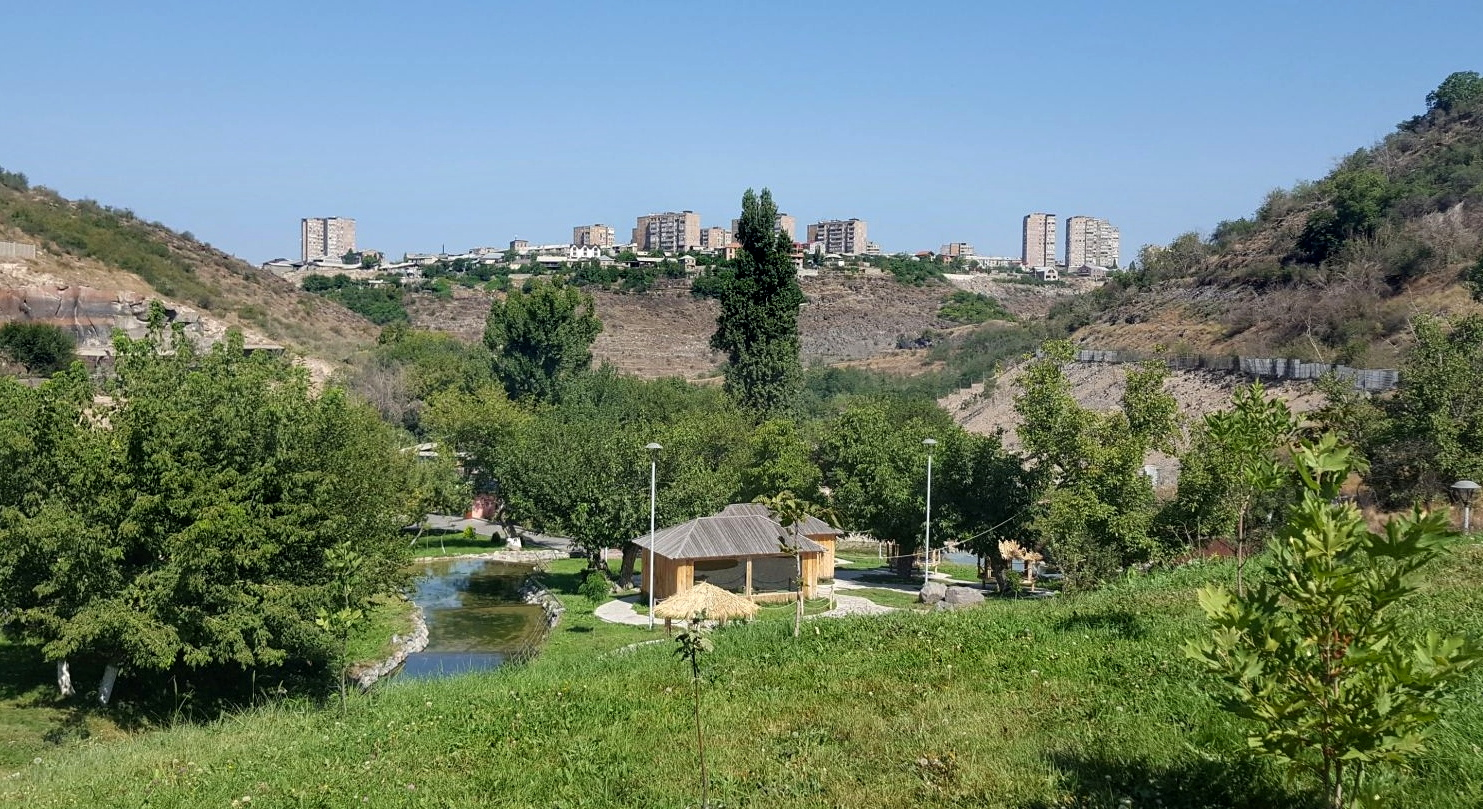
Horní část zoo
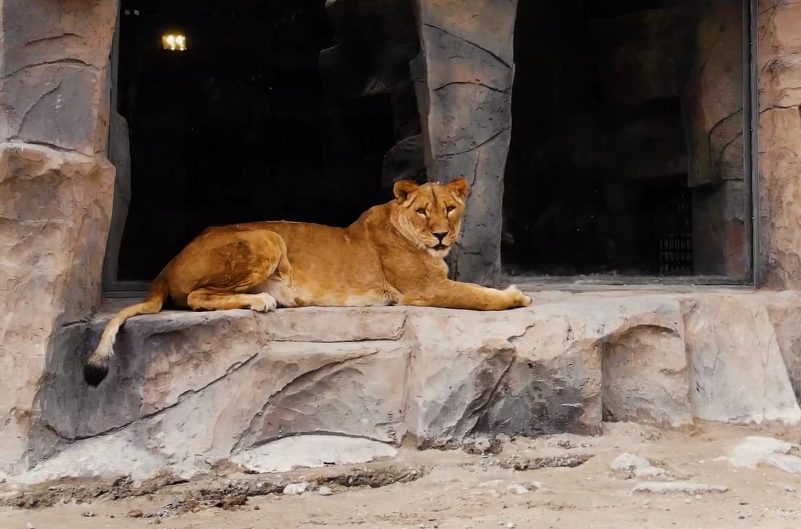
Výběh lvů
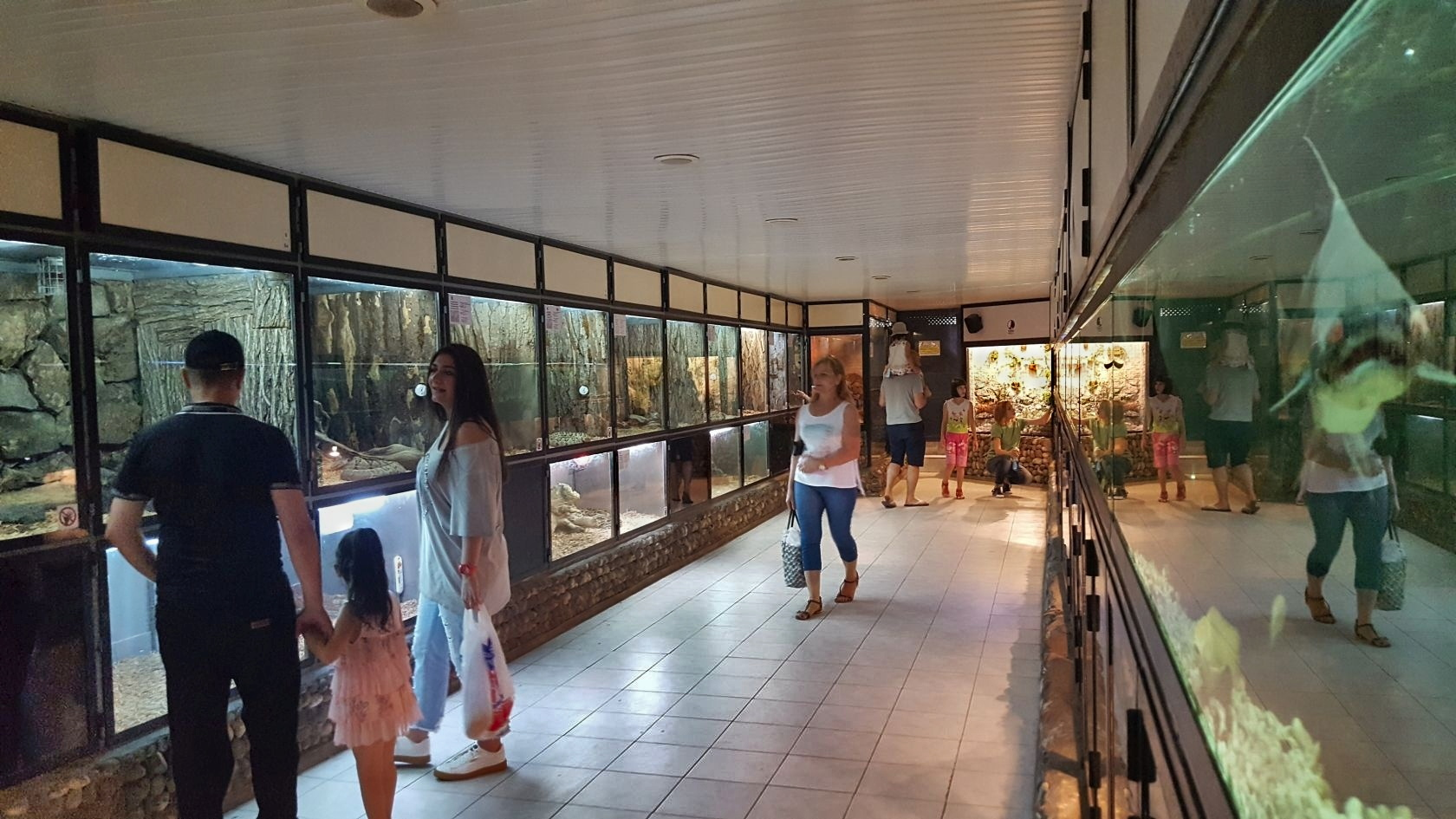
Akvárium a terárium
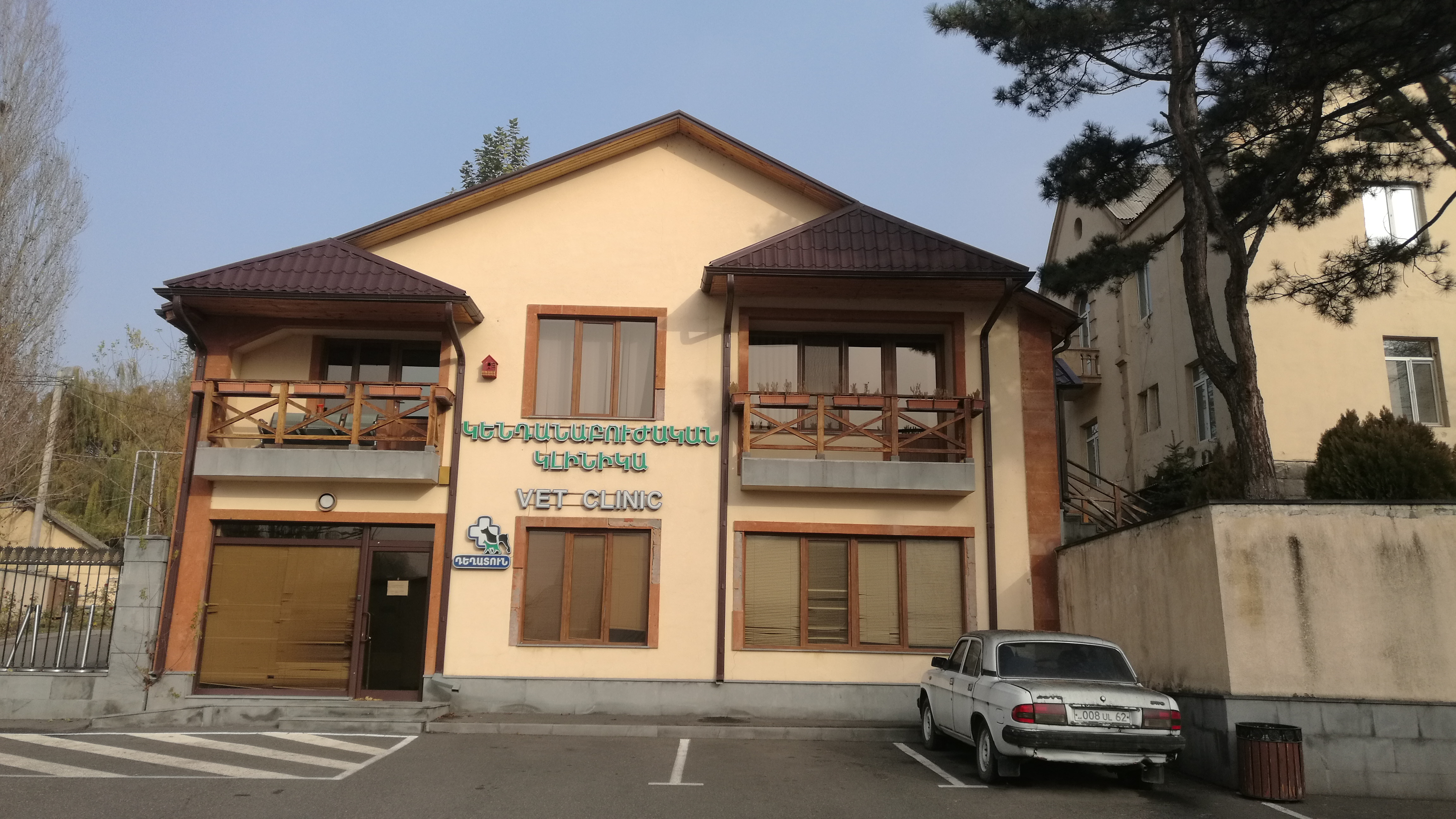
Veterinární ordinace
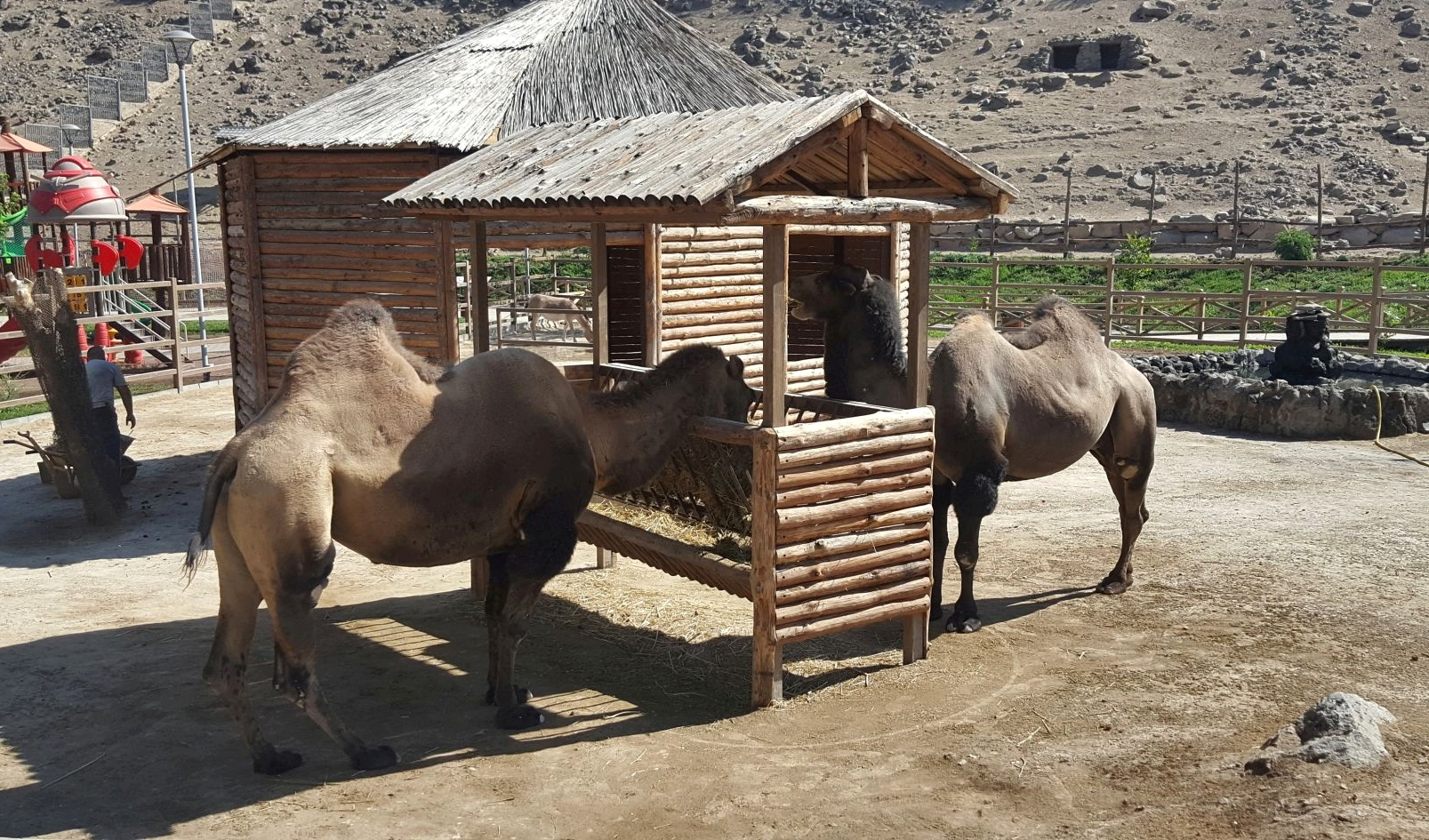
Výběh velbloudů